# Ensemble Kontraste

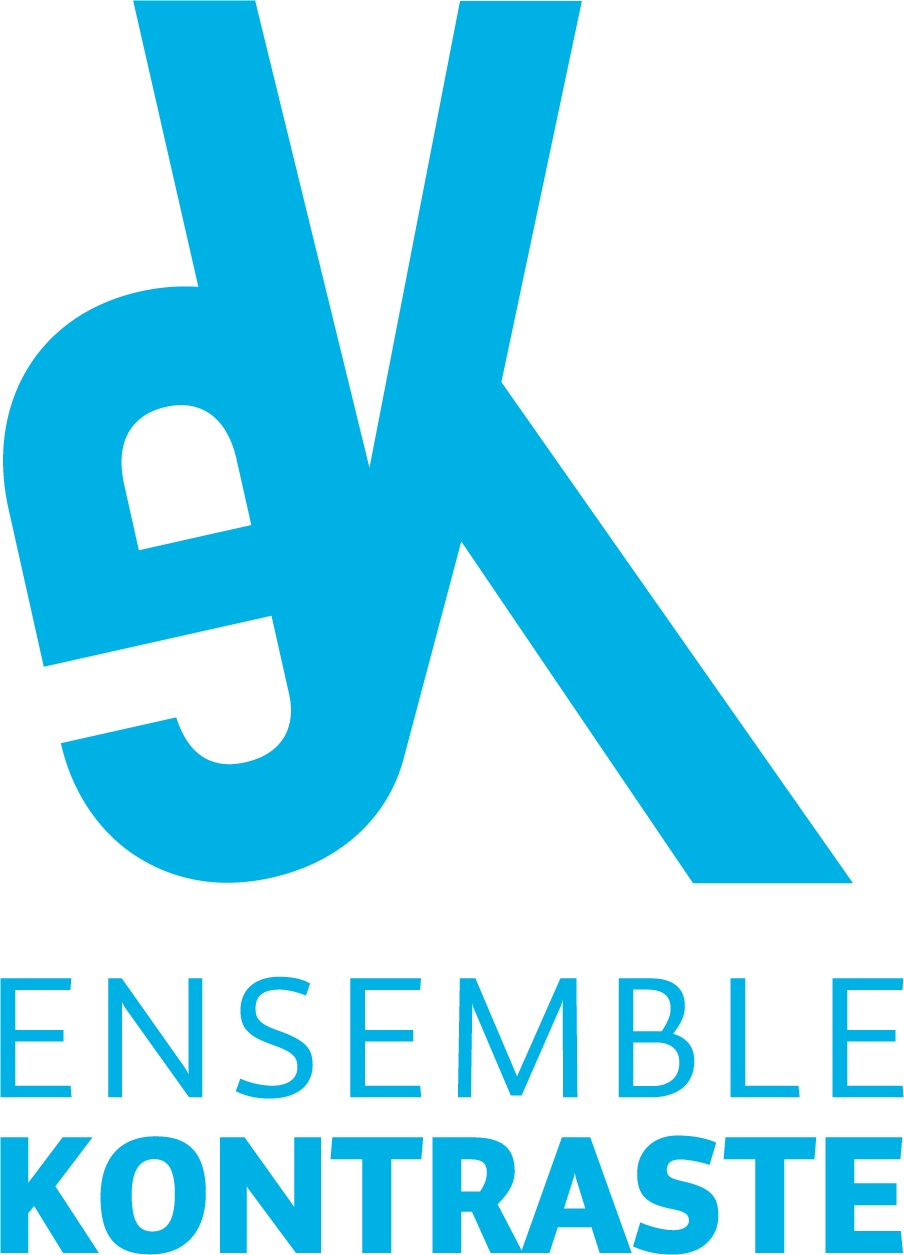
Ensemble Kontraste Logo

Das Ensemble Kontraste (Eigenschreibweise: ensemble KONTRASTE (eK)) entstand 1990 in Nürnberg als Vereinigung von Musikern mit der Absicht, musikalische Projekte zu realisieren, die im laufenden Konzertbetrieb der großen Orchester zu kurz kommen, sei es wegen ihrer Modernität, ihrer kammermusikalischen Besetzung oder anderer Besonderheiten. Der „Kontrast zum Üblichen“ war von Anfang an Programm.

## Konzerttätigkeit
Mit seiner konzeptionellen Ausrichtung entwickelte sich das Ensemble Kontraste zu einer Alternative im Musikleben der Metropolregion Nürnberg, mit Kammer- oder Ensemblemusik, klassisch oder zeitgenössisch, allein oder in Verbindung mit Schauspiel, Puppentheater, Videokunst, Film, Literatur und Bildender Kunst. Das Rückgrat des Ensemble-Kontraste-Programms bildet die Konzertreihe „KONTRASTE – Klassik in der Tafelhalle“. Unkonventionell wie der Spielort sind die Konzerte, mit eigener dramaturgischer Linie, alle Sparten des klassischen Musikangebots umfassend:

### Konzerte, Bühnen-, Film- und Videoproduktionen (Auswahl)
- Wanderer mit Christoph Prégardien
- Zauberflöte – Eine Prüfung mit Thalias Kompagnons
- Tulemond und Mondamin mit Salome Kammer & Thalias Kompagnons
- Ente, Tod und Tulpe mit dem Theater Pfütze
- Andere Lieder (Chansons von Edith Piaf, Jacques Brèl und Kurt Weill)
- Sturm über Asien, Stummfilm und Musik mit ZDF/Arte
- Zappa and friends
- Die Büchse der Pandora, Stummfilm und Musik mit ZDF/Arte
- Panzerkreutzer Potemkin, Stummfilm und Musik mit Gene Pritsker

### Education-Programme für Kinder
- Circus Musicus
- Karneval der Tiere

### Thematische Extrareihen (Auswahl)
- Kunst unter der Kuppel in Kooperation mit dem Planetarium Nürnberg
- Zeitgenössische Videokunst in Kombination mit Musik
- Dichtercafé, eine Mischung aus Lesung und Musik, 2003 mit dem Schriftsteller und Übersetzer Hans Wollschläger ins Leben gerufen

## Konzertreisen
Über die Nürnberger Konzerttätigkeit hinaus spielt das Ensemble Kontraste in europäischen Metropolen:
- Luxemburg (Philharmonie)
- Wien (Konzerthaus)
- Paris (Louvre-Museum)
- Berlin (Volksbühne)
- Athen (Megaron)
- Lissabon (Nationaltheater)
- Nara (Musikfest Nara)
- Krakau (Nationaltheater)
- Moskau (Vakhtangova-Theater)

Es erhielt u. a. Einladungen zu den Wiener Festwochen, Schwetzinger Festspiele, Chopin-Festival Warschau, Berlinale, Salzburger Festspiele, Schleswig-Holstein-Musikfestival, Musikfest Nara in Japan und Fränkischer Sommer.

## Kooperationen (Auswahl)
Das Ensemble Kontraste begegnet in seiner künstlerischen Arbeit Altem mit Respekt und Neuem ohne Avantgarde-Attitüde. Mit dieser Haltung sind  Werke bzw. Produktionen entstanden:
- Neue Kompositionen u. a. von Heinz Winbeck, Martin Smolka, Klaus Ospald, Michael Obst, András Hamary, Leo Dick, Marcus Maria Reißenberger, Manfred Knaak und Gene Pritsker.
- Zauberflöte – Eine Prüfung in Zusammenarbeit mit dem Theater Thalias Kompagnons
- Tulemond und Mondamin mit dem Theater Thalias Kompagnons
- Die Geschichte vom Soldaten, Der Chronist der Winde in Zusammenarbeit mit dem Theater Mummpitz
- Ente, Tod und Tulpe, Der Starke Wanja in Zusammenarbeit mit dem Theater Pfütze
- pour la fin du temps – vom Ende der Zeit in Zusammenarbeit mit dem Planetarium Nürnberg und dem Videokünstler Christoph Brech
- Erik Satie – Le fils des Étoiles – Musik unter gewissen Umständen in Zusammenarbeit mit dem Planetarium Nürnberg und der Videokünstlerin Roswitha Huber
- Gustav Holst ELECTRIC PLANETS Based on the famous orchestral work THE PLANETS  by Gustav Holst in Zusammenarbeit mit dem Planetarium Nürnberg und der Gruppe hypecycle

## Musiker
- Kevin John Edusei, Dirigent
- Frank Strobel, Dirigent Stummfilm
- Pawel Zalejski, Violine/KM
- Jessica Hartlieb, Violine/KM
- Makiko Odagiri, Violine
- Karlotta Eß, Violine
- Christian Sauer, Viola
- Ariel Barnes, Violoncello
- Andreas Müller, Kontrabass
- Anke Trautmann, Flöte – Gründungsmitglied
- Helmut Bott, Oboe – Gründungsmitglied
- Felicia Kern, Klarinette
- Günter Voit, Klarinette, Saxophon
- Christof Baumbusch, Fagott
- Eckhard Kierski, Trompete – Gründungsmitglied
- Filip Kovac, Horn
- Johannes Kronfeld, Posaune
- Holger Pfeuffer, Posaune
- Christian Stier, Schlagzeug
- Stefan Danhof, Klavier – Gründungsmitglied
- Stefan Hippe, Akkordeon

## Organisation

### Orchesterstruktur und Verwaltung
Strukturell ist das Ensemble Kontraste ein selbst verwaltetes Ensemble, in dem die Entscheidungen von allen Mitgliedern getroffen werden. D.h., dass es keine externen Mitarbeiter in der Organisation bzw. Verwaltung gibt. Jegliche organisatorische Arbeit in Bezug auf Konzertplanung und -durchführung, Finanzverwaltung, Gastspielreisen, Werbung etc. wird von einem Team, bestehend aus Musikern des Ensembles, geleistet.

### Finanzielle Förderung
Neben dem Freistaat Bayern und dem Bezirk Mittelfranken unterstützt die Stadt Nürnberg das Ensemble Kontraste finanziell mit einer eigenen Haushaltsstelle.
Darüber hinaus wird das Ensemble Kontraste unter anderem durch die Ernst von Siemens Musikstiftung, den Deutsch-Tschechischen Zukunftsfonds, den Bayerischen Musikfonds, den Bayerischen Kulturfonds, Zukunftsstiftung der Sparkasse Nürnberg, Kulturstiftung der Sparkasse Nürnberg, Fonds Darstellende Künste und Deutschen Musikrat gefördert.

## Diskografie/DVD
- „Electric Planets“ mit der ensemble KONTRASTE electric band, ambitus records
- „Wanderer“ mit Christoph Prégardien, Challenge Records
- Anton Webern/Arnold Schönberg, ambitus records
- Jean Françaix, ambitus records
- La souriante Madame Beudet DVD, arte Edition Stummfilm von Germaine Dulac, Frankreich 1922 Musik Manfred Knaak 2006
- Johan DVD, arte Edition Stummfilm von Mauritz Stiller, Schweden 1921 Musik Bernd Schultheis 2002
- Sturm über Asien DVD, arte Edition Stummfilm von Vsevolod Pudovkin, Mongolei 1929 Musik Bernd Schultheis 2008

## Auszeichnungen
Zahlreiche Preise würdigen die Arbeit des Ensembles:
- 1999 Wolfram-von-Eschenbach-Förderpreis
- 2004 Kultur-Förderpreis der Stadt Nürnberg
- 2007 Friedrich-Baur-Preis der Bayerischen Akademie der Schönen Künste
- 2010 Kulturpreis der E.ON Bayern AG
- 2015 Wolfram-von-Eschenbach-Preis
- 2020 Großer Kulturpreis der Stadt Nürnberg